# Armstrong Siddeley Viper
Armstrong Siddeley Viper är en brittisk jetmotor utvecklad av Armstrong Siddeley i början av 1950-talet och sedermera även tillverkad av Bristol Siddeley och Rolls-Royce.

## Utveckling
Motorn Armstrong Siddeley Adder var ursprungligen avsedd för målrobotar och hade därför relativt kort livslängd. Den var dock relativt liten och lätt och därför lämplig för mindre och lättare jetflygplan. Armstrong Siddeley beslutade därför att utveckla en ny motor baserad på Adder med ungefär samma storlek och vikt men med längre hållbarhet och bättre prestanda. Man utvecklade även varianter med kort livslängd för målrobotar och kryssningsrobotar.

## Varianter
ASV-varianterna tillverkades av Armstrong Siddeley, BSV-varianterna av Bristol Siddeley och de efterföljande av Rolls-Royce.
- ASV.3 – Robotversion med kort livslängd. Dragkraft 7,3 kN.
- ASV.4 – Robotversion med kort livslängd. Dragkraft 7,8 kN.
- ASV.5 – Flygplansversion med längre livslängd. Använd i prototyperna till Mirage III. Dragkraft 7,8 kN.
- ASV.6 – Robotversion med kort livslängd. Dragkraft 8,45 kN.
- ASV.7 – Testversion med efterbrännkammare. Dragkraft 11 kN med EBK.
- BSV.9 – Motor tillverkad för prototypen Handley Page HP.115. Dragkraft 8,5 kN.
- Mk.102 – Flygplansversion för Jet Provost T.3. Dragkraft 8,1 kN.
- Mk.103 – Flygplansversion för Bell X-14. I princip samma motor som BSV.9. Dragkraft 8,5 kN.
- Mk.104 – Robotversion för GAF Jindivik. Dragkraft 8,5 kN.
- Mk.201 – Robotversion för Jindivik. Dragkraft 11,1 kN.
- Mk.202 – Flygplansversion för Jet Provost T.5, MB-326 och Soko G-2 Galeb. Dragkraft 11,1 kN.
- Mk.204 – Mk.202 med extra oljekylning för ökad driftsäkerhet. Införd i Jet Provost inför Prins Charles flygutbildning.
- Mk.526 – Flygplansversion för Piaggio PD.808.
- Mk.535 – Flygplansversion för MB-326 och BAC Strikemaster. Dragkraft 15,2 kN.
- Mk.601– Flygplansversion för British Aerospace 125. Dragkraft 16,7 kN.
- Mk.632 – Flygplansversion för MB-326, MB-399A, Soko G-4 Super Galeb och Soko J-22 Orao. Dragkraft 17,8 kN.
- Mk.680 – Flygplansversion för MB-399C. Dragkraft 19,6 kN.